# Walter di San Martino di Pontoise
San Walter (Gauthier, Gualtiero) de Saint-Martin de Pontoise (Fresnoy-Andainville, 1030 – Pontoise, 8 aprile 1099) fu un monaco benedettino francese, primo abate di Saint-Martin de Pontoise. È venerato come santo dalla Chiesa cattolica.
Viene celebrato l'8 aprile.

## Biografia
Nato da una modesta famiglia in un piccolo paese della Piccardia (Francia settentrionale) chiamato Fresnoy-Andainville, il giovane Gauthier studiò presto presso la vicina città di Amiens e terminò gli studi universitari direttamente a Parigi, dove prese la cattedra di filosofia retorica. La vocazione non tardò ad arrivare, e si fece monaco benedettino nel 1060 circa, entrando nel monastero di Rebais della diocesi di Meaux, vicino a Parigi.
Nel 1056, era presente alla consacrazione di Filippo I di Francia.
Quando nel 1066 una nuova comunità monastica, molto devota a san Martino di Tours, si stabilì a Pontoise, a un centinaio di chilometri a nord di Parigi, padre Gauthier fu scelto come abate. Fu lo stesso re Filippo I di Francia, allora quindicenne, che gli consegnò direttamente la croce abbaziale. Inizialmente, il monastero fu dapprima dedicato a san Germano vescovo di Parigi, poi a san Martino. 
Dopo pochi anni però, il comportamento irrispettoso e lassista dei suoi confratelli lo spinse a fuggire, una prima volta nel 1072, rifugiandosi dal suo amico, l'abate Sant'Ugo di Cluny.
 Ritrovato dalla sua comunità e costretto a ritornare a Pontoise, tentò una seconda fuga nel 1074, questa volta come eremita presso Tours, su di un'isoletta della Loira. Anche questa volta, fu ritrovato e ricondotto a Pontoise.
Nel sinodo di Parigi del 1076 presentò il decreto di Gregorio VII contro il clero sposato, ma fu malmenato dai vescovi sinodali e imprigionato; fu liberato poco dopo da un fedele devoto.
Nel 1077 tentò una terza fuga, ma presso un oratorio fu riconosciuto e riportato indietro. A questo punto, nel 1080 decise di recarsi direttamente a Roma da papa Gregorio VII per denunciare i suoi dissapori con i monaci di Pontoise e chiedere di essere liberato dall'obbligo abbaziale, ma la sua richiesta fu rifiutata.
Nel 1092, dopo una litigio col re di Francia e con i vescovi del Concilio di Parigi, dove denunciò apertamente le cattive condotte degli abati benedettini di Francia, fu addirittura imprigionato, picchiato e gettato in isolamento. Fu poi liberato qualche settimana dopo.
Nel 1094 decise di fondare un monastero femminile presso Berteaucourt-les-Dames, vicino ad Amiens, con l'aiuto di due sue fedeli, ma il proprietario del terreno, preoccupato che i pellegrini rovinassero le sue colture, lo cacciò.
L'abate tornò quindi a Pontoise, dove passò gli ultimi anni, e dove morì di un venerdì santo, presumibilmente l'8 aprile 1099; per il Martirologio Romano vige questo giorno, ma per alcune diocesi francesi anche il 4 maggio. Fu canonizzato dall'arcivescovo di Rouen Ugo di Boves nel 1153, e beatificato da papa Alessandro III nel 1170.
Sepolto nella abbazia stessa, le sue spoglie furono traslate, per precauzione, al cimitero di Pontoise durante la Rivoluzione francese, e successivamente trafugate.